# Atentados de Nigeria de diciembre de 2011
El 25 de diciembre de 2011 se produjeron diversos atentados en Nigeria contra la población cristiana residente en el norte del país, de mayoría musulmana. Los ataques, que se dirigieron contra iglesias cristianas en las que se estaba celebrando la Navidad, fueron atribuidos a la secta islamista radical Boko Haram, que se encuentra en una lucha abierta contra el ejército nigeriano en la zona septentrional del país.